# Карл Антон фон Хоенцолерн-Зигмаринген
Карл Антон Йоахим Зефирин Фридрих Майнрад фон Хоенцолерн-Зигмаринген (на немски: Karl Anton Joachim Zephyrin Friedrich Meinrad von Hohenzollern-Sigmaringen; * 7 септември 1811 в Краухенвиз близо до Зигмаринген; † 2 юни 1885 в Зигмаринген) е последният княз на Хоенцолерн-Зигмаринген (от 27 август 1848 до 7 декември 1849), глава на целия дом Хоенцолерн (1869 – 1885). От 1858 до 1862 г. е пруски министър-председател.
Той е вторият син е на княз Карл фон Хоенцолерн-Зигмаринген (1785 – 1853) и първата му съпруга френската принцеса Мария Антуанет Мюра (1793 – 1847), племенница на Жоашен Мюра.
Той следва право в Женева, в университета в Тюбинген и Берлин.
Баща му Карл по време на революцията в Зигмаринген абдикира в негова полза през 1848 г., като година след това Карл-Антон е принуден да предаде своето княжество на 7 декември 1849 г. на далечния си братовчед Фридрих Вилхелм IV, който се присъединил към Пруското кралство. Карл-Антон става на 15 април 1852 г. командир на 14. дивизия в Дюселдорф. На 22 март 1853 г. той е повишен на генерал-лейтенант. В началото на Кримската война (1853 – 1856) той е изпратен да преговаря в Париж.
На 6 ноември 1858 г. Карл Антон е номиниран от крал Вилхелм I за министър-председател на Прусия, като след възникналият проблем между краля и парламента по финансови причини, е принуден да подаде оставка. Поста му заема Ото фон Бисмарк.

## Семейство
Карл-Антон се жени на 31 октомври 1834 г. в Карлсруе за принцеса Жозефина Фредерика Луиза фон Баден (1813 – 1900), дъщеря на велик херцог Карл Лудвиг Фридрих фон Баден и Стефани дьо Боарне. По време на брака им се раждат две дъщери и два сина:
- Леополд Стефан Карл Антон Густав Едуард Тасило (1835 -1905), женен 1861 г. за инфанта Антония Мария Португалска (1845 – 1913), дъщеря на кралица Мария II от Португалия и Фердинанд II
- Стефани Йозефа Фредерика Вилхелмина Антония (1837 – 1859), омъжена 1858 г. за крал Педро V от Португалия (1837 – 1861)
- Карл Айтел Фридрих Зефиринус Лудвиг (1839 – 1914), 1866 г. като Карол I крал на Румъния, женен 1869 г. за принцеса Елизабет фон Вид (1843 – 1916)
- Антон Егон Карл Фридрих (1841 – 1866), убит, пруски офицер
- Фридрих Евгений Йохан (1843 – 1904), генерал на кавалерията на пруската армия, женен 1879 г. за принцеса Луиза фон Турн и Таксис (1859 – 1948), дъщеря на наследствен принц Максимилиан Антон фон Турн и Таксис (1831 – 1867) и херцогиня Хелена Баварска (1834 – 1890), сестрата на императрица Елизабет Баварска (Сиси)
- Мария Луиза Александрина Каролина (1845 – 1912), омъжена 1867 г. за принц Филип Белгийски (1837 – 1905), граф на Фландрия, син на крал Леополд I от Белгия, родители на крал Албер I от Белгия